# Сим из Ларисы
Сим (др.-греч. Σίμος; IV век до н. э.) — фессалийский аристократ из рода Алевадов, тиран Ларисы первой половины 340-х годов до н. э.
Сим жил в период, когда Фессалия была разобщена на два лагеря. Один из них поддерживал ферских тиранов, во главе второго стояли Алевады, к которым принадлежал Сим. В какой-то момент Сим обратился за помощью к македонскому царю Филиппу II. Тот хоть и добился капитуляции ферских тиранов, как только решил, что правление Алевадов не отвечает его интересам, изгнал их из Фессалии. Демосфен приводил имя Сима в качестве примера тех правителей, которые отдали свои земли македонянам, после чего оказались «гонимыми, оскорбляемыми, подвергаемыми всякому позору и рассеянными по всему свету».

## Биография
Сим принадлежал к аристократическому роду Алевадов, который правил главным городом Фессалийского союза Ларисой.
Первое упоминание Сима связано с его посещением Панафиней в Афинах вместе с гетерой Неерой.
В 358 году до н. э. тиранами Фер стали два брата Тисифон и Ликофрон. После захвата власти Тисифон и Ликофрон начали наступление на свободные фессалийские города, которые, в свою очередь, обратились к царю Македонии Филиппу II. Македоняне пришли им на помощь, разбили войско Тисифона и Ликофрона, заставив их прекратить экспансию в Фессалию. В 354 году до н. э. Сим с неким Эвдиком, как вожди Алевадов, которые обладали реальной властью в Ларисе, были вынуждены вновь обратиться к Филиппу II за помощью. Противостояние с Ферами осложнилось тем, что на их сторону стал Фокидский союз. Первая кампания Филиппа II была неудачной, однако в 352 году до н. э. он разгромил войско фокидян на Крокусовом поле, после чего ферские тираны капитулировали.
Впоследствии, около 350 года до н. э. Сим стал тираном Ларисы и даже начал чеканить монету со своим именем. Возможно, по мнению Э. Д. Фролова, захват абсолютной власти Симом в Ларисе произошёл при согласии Филиппа II. Его правление не было спокойным. Оппозицию Симу составили другие аристократы, которые также имели властные амбиции. После того как член этой группы Эвридам, сын Медия, убил брата Сима, убийцу казнили, а его тело протащили вокруг гробницы убитого. На этом фоне противники Сима обратились за помощью к Филиппу II, который в 344 году до н. э. изгнал его вместе с ближайшим окружением из Фессалии.

## Оценки
Короткий период правления Сима в Ларисе был достаточно авторитарным. Однако Сим не имел ни должной поддержки общества, ни сильного войска, чтобы обеспечить стабильность. Как только Филипп II счёл его правление невыгодным для Македонии, Сим был изгнан. После этого Филипп II не только упрочил своё положение в Фессалии, но и получил симпатии фессалийского народа.
Демосфен приводил имя Сима в списке предателей общегреческого дела, которые отдали свои земли Филиппу II, после чего оказались «гонимыми, оскорбляемыми, подвергаемыми всякому позору и рассеянными по всему свету». Аристотель приводил судьбу Сима в качестве примера, когда «олигархи вследствие взаимного недоверия друг к другу поручают военную охрану наёмным воинам и их начальнику, являющемуся посредником между враждующими; последний иногда становится властителем тех и других». Под этим «последним» выгодополучателем Аристотель имел в виду Филиппа II, хотя в историографии встречается мнение о том, что «выгодополучателем» автор назвал Сима, а не македонского царя.
Для Филиппа II, как подчёркивал Полиэн, было характерно именно такое отношение к местным правителям: «Филипп, желая приобрести Фессалию, сам открыто не воевал с фессалийцами, но, пока … ферейцы [воевали] с лариссянами … всегда приходил на помощь тем, кто его звал. Одерживая верх, он не изгонял побеждённых, не отнимал оружия, не разрушал укреплений, но ещё более усиливал распри или развязывал их, поддерживал слабых, более сильных ниспровергал, был другом представителям народа, демагогам оказывал услуги. Именно этими стратегемами, а не оружием Филипп завладел Фессалией». Изначально, Филипп II пришёл на помощь Алевадам, формально, учитывая давние дружеские связи этого рода с царской македонской династией Аргеадов. Сим ожидал, что сможет с помощью македонян стать правителем Фессалии. Однако, как только Филипп II счёл, что традиционное распределение власти в фессалийском обществе не отвечает его интересам, Сим, а затем и Алевады были изгнаны.

### Исследования
- Берве Г. Тираны Греции. — Ростов-на-Дону: Феникс, 1997. — (Исторические силуэты). — ISBN 5-222-00368-X.
- Кембриджская история древнего мира / под редакцией Д.-М. Льюиса, Дж. Бордмэна, С. Хорнблоуэра, М. Оствальда. Перевод, научное редактирование, примечания А. В. Зайкова. — М.: Ладомир, 2017. — Т. VI. Четвёртый век до нашей эры. Второй полутом. — 720 с. — ISBN 978-5-86218-542-3.
- Уортингтон Й[нем.]. Филипп II Македонский. — СПб. — М.: Евразия — ИД Клио, 2014. — 400 с. — ISBN 978-5-91852-053-6.
- Фролов Э. Д. Греция в эпоху поздней классики (Общество. Личность. Власть). — СПб.: Издательский Центр «Гуманитарная Академия», 2001. — 602 с. — (Studia classica). — ISBN 5-93762-013-5.
- Aston E. Blessed Thessaly. The Identities of a Place and Its People from the Archaic Period to the Hellenistic (англ.). — Liverpool: Liverpool University Press, 2024. — (Liverpool Studies in Ancient History). — ISBN 978-1-78962-427-4.
- Hammond N. G. L., Griffith G. T. A History of Macedonia (англ.). — Oxford: Clarendon Press, 1979. — Vol. II: 550-336 B.C.. — ISBN 0-l9-814814-3.
- Kapparis K. Prostitution in the Ancient Greek World (англ.). — Berlin: de Gruyter, 2018. — ISBN 978-3-11-055795-4.
- Obst E.[нем.]. Simos 3 // Paulys Realencyclopädie der classischen Altertumswissenschaft :  [нем.] / Georg Wissowa. — Stuttgart : J. B. Metzler’sche Verlagsbuchhandlung, 1927. — Bd. III A,1. — Kol. 201.